# Dar Laaslouji
Dar Laaslouji (àrab دار العسلوجي) és una comuna rural de la província de Sidi Kacem de la regió de Rabat-Salé-Kenitra. Segons el cens de 2014 tenia una població total de 32.127 persones.